# 2011年夏季世界大学生运动会哈萨克斯坦代表团

哈萨克斯坦代表团旗帜

2011年夏季世界大学生运动会哈萨克斯坦代表团运动员人数有100人。

## 奖牌榜
| 名次 | 代表团     | 金牌 | 银牌 | 铜牌 | 总数 |
| ---- | ---------- | ---- | ---- | ---- | ---- |
| 45   | 哈萨克斯坦 | 0    | 3    | 3    | 6    |

## 奖牌获得者

### 银牌
1. 举重-女子75公斤以上级：亚历山德拉
2. 女子100米栏：纳塔利亚
3. 射击-飞碟女子双多向：玛丽亚-德米特里延科

### 铜牌
1. 男子三级跳远：埃克多夫
2. 女子400米：特里达维奇-欧格拉
3. 射击-男子50米步枪卧射：亚历山大-叶儿马科夫